# Divilacan
Divilacan es un municipio filipino de segunda categoría perteneciente a  la provincia de La Isabela en la Región Administrativa de Valle del Cagayán, también denominada Región II.

## Geografía
Tiene una extensión de 889,49 km² de superficie y según el censo del 2007, contaba con una población de 4.621 habitantes y 633 hogares; 5.034 habitantes el día primero de mayo de 2010.
Parte de su territorio lo ocupan las estribaciones de Sierra Madre que forman el Parque Nacional del Norte de Sierra Madre (Parque nacional Manantiales de Fuyot).

### Barangayes
Divilacan se divide administrativamente en 12 barangayes o barrios, 11 de carácter rural y solamente Dimapula, su capital, de carácter urbano.

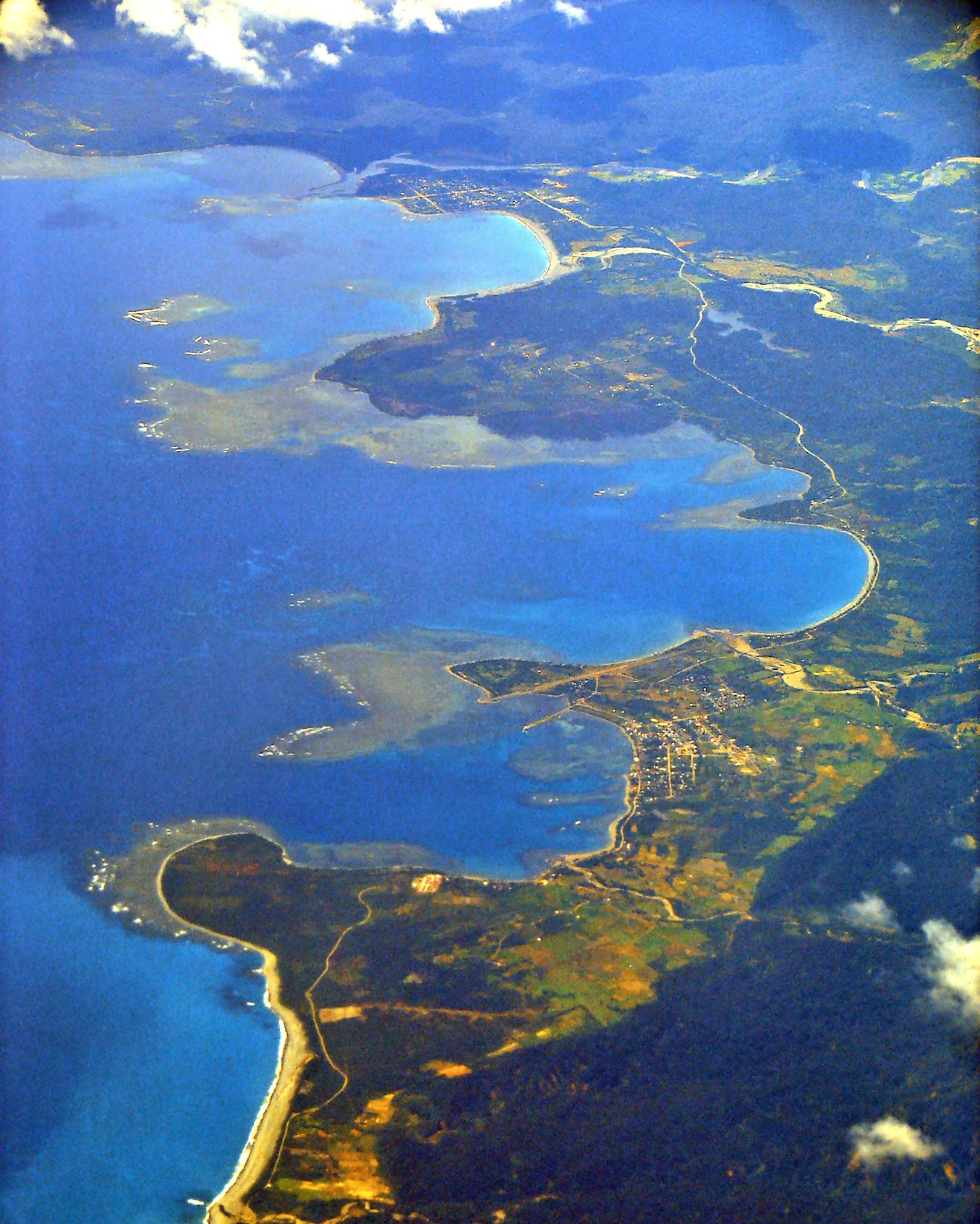
Vista aérea de la bahía de Divilacan

- Dicambangan
- Dicaruyan
- Dicatian
- Bicobian
- Dilakit
- Dimapnat
- Dimapula (Población)
- Dimasalansan
- Dipudo
- Dibulos
- Ditarum
- Sapinit